# Francis Jacob Gardner
Francis Jacob Gardner (russisch Франц Яковлевич Гарднер; * 1714 im Königreich Großbritannien; † 1796 im Russischen Kaiserreich) war ein britisch-russischer Unternehmer schottischer Herkunft.

## Leben
1746 reiste der schottische Kaufmann Gardner nach St. Petersburg, um Geschäfte zu machen. Er nahm den Namen Franz Jakowlewitsch Gardner an und wurde amtlicherseits als Holzindustrieller registriert. Dann engagierte er sich in der Zuckerindustrie und kaufte Ländereien in Kleinrussland und auf der Krim.
Um der Konkurrenz der vielen ausländischen Kaufleute in St. Petersburg auszuweichen, ließ Gardner sich in Moskau nieder. Er plante, eine Porzellanmanufaktur zu gründen, und suchte nach einem geeigneten Standort. Er machte erste Versuche in Gschel, wo seit langem Keramik hergestellt wurde. Er reiste durch ganz Russland von den Solowezki-Inseln bis nach Sibirien, um eine geeignete Lagerstätte weißer Tonerde zu finden. Die beste weiße Tonerde fand er im sogenannten Tschernigower Tonerde-Land. Darauf bot er der Regierung an, durch eine eigene Porzellanmassenproduktion teure Importe Meissener Porzellans und anderer Porzellane zu ersetzen. Er erhoffte sich Vergünstigungen und insbesondere die Genehmigung für den Kauf von 200 leibeigenen Bauern für die geplante Manufaktur. Das Angebot wurde nicht angenommen, und leibeigene Bauern durften nur russische Adlige besitzen. Gardner kaufte nun von Fürst Nikolai Urussow ein Gelände im Dorf Werbilki im Ujesd Dmitrow (später Rajon Taldom) und beantragte 1765 beim Manufaktur-Kollegium mit Vorlage des Kaufvertrags die Genehmigung für die Eröffnung einer Porzellanmanufaktur. Im folgenden Jahr erhielt er die Genehmigung, so dass er im März 1766 die erste private Porzellanmanufaktur in Russland eröffnete. Der Kauf der leibeigenen Bauern war von einem fiktiven Bekannten Gardners, dem Grundherrn Wyrubow, getätigt worden. An der Organisation der Manufaktur beteiligten sich Gardners ältester Sohn Franz Franzewitsch Gardner und der Professor der Universität Genf Franz Gattenberg. Bald darauf wurde Gattenberg Leiter der Kaiserlichen Porzellanmanufaktur St. Petersburg. Gardner stellte zunächst Porzellan in kleinen Mengen her.
Als 1777 der Grundherr Wyrubow wegen Diebstahls ins Gefängnis kam, drohte Gardner der Verlust seiner leibeigenen Arbeiter. Gardner stellte schnell für Kaiserin Katharina II. das Georgsorden-Service her. Die Kaiserin schätzte das Service sehr und gewährte Gardner eine Audienz. Gardner nahm zwar die angebotene russische Staatsbürgerschaft nicht an, aber seine Manufaktur war gerettet. Kurz darauf erhielt Gardner vom Moskauer Generalgouverneur das Recht, das Moskauer Wappen auf seinen Produkten anzubringen.  1778–1783 fertigte Gardner noch die Service für den Andreas-Orden, den Alexander-Newski-Orden und den Wladimir-Orden, die bei den Empfängen zu Ehren der jeweiligen Ordensritter benutzt wurden. Gardner produzierte nicht nur exklusive Service für kaiserliche Paläste und Häuser des Hochadels, sondern auch Massen-Porzellangeschirr, das sehr beliebt war.
Gardner war reich geworden, so dass seine Kinder in hohe Adelsfamilien einheiraten konnten. Seine Familie besaß ein Haus im Dorf Nowonikolskoje bei Taldom.
Nach Gardners Tod führte sein ältester Sohn Franz Franzewitsch die Manufaktur weiter, der aber seinen Vater nicht lange überlebte. Dann wurde das Unternehmen von Gardners Frau Sarra Alexandrowna weitergeführt, die aber der Geschäftsführung nicht gewachsen war. Am Anfang des 19. Jahrhunderts übernahmen ihre Söhne Alexander Franzewitsch und Pjotr Franzewitsch das Unternehmen und nahmen die Produktion wieder auf. 1833 wurde mit der Produktion von Fayencen begonnen. In der Mitte der 1850er Jahre übernahmen die Enkel Wladimir Petrowitsch und Alexander Petrowitsch das Unternehmen. 1892 verkaufte Jelisaweta Nikolajewna, die Frau des dritten Enkels Pawel Petrowitsch, die Manufaktur an den Unternehmer Matwei Kusnezow. Nach der Oktoberrevolution wurde die verstaatlichte Manufaktur die Dmitrowski-Porzellanmanufaktur und 1991 nach dem Zerfall der Sowjetunion die nichtöffentliche Aktiengesellschaft Farfor Werbilok.
Eine Gasse in Moskau trägt Gardners Namen.

## Werke (Auswahl)

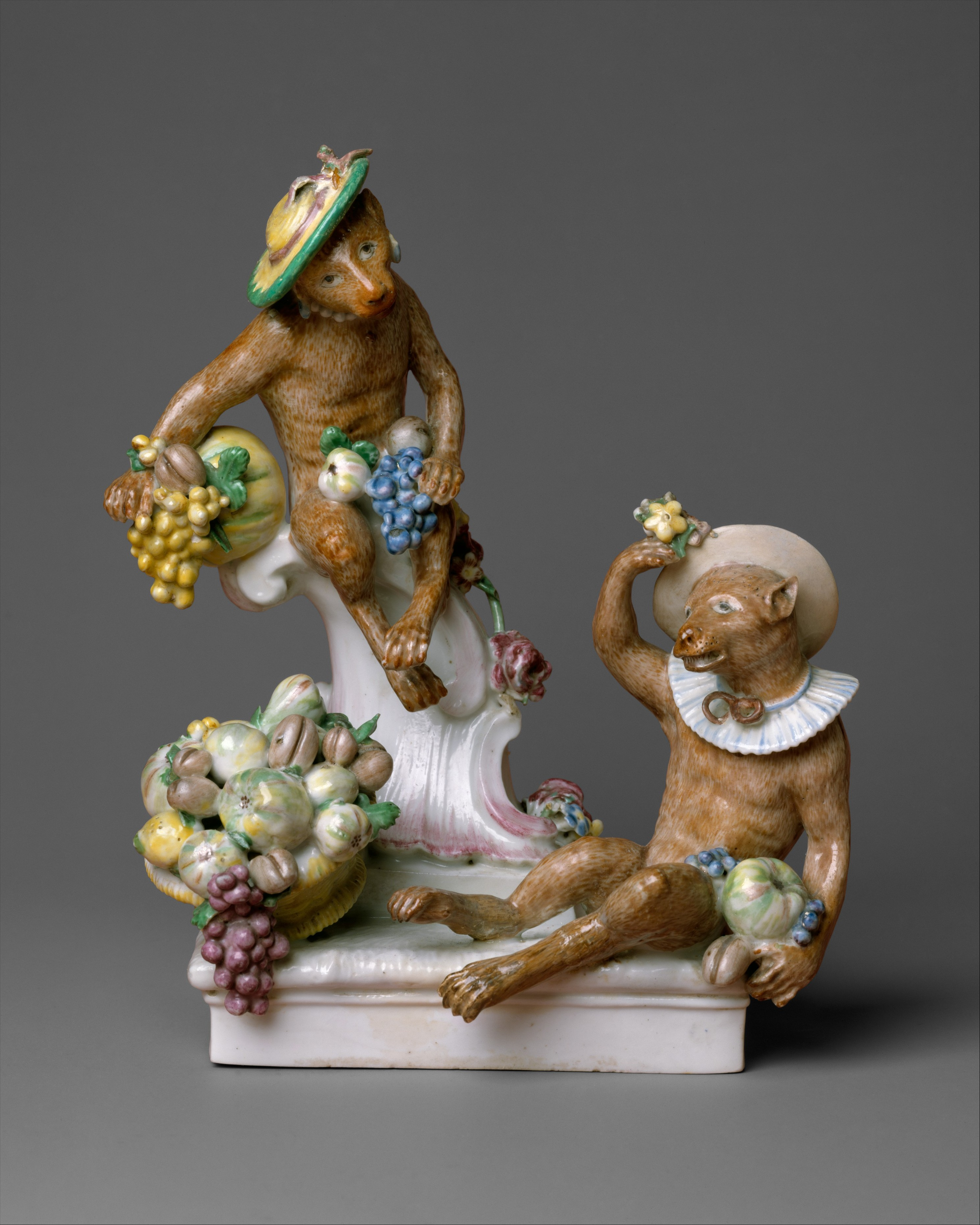
Äffchen (etwa 1770), Metropolitan Museum of Art
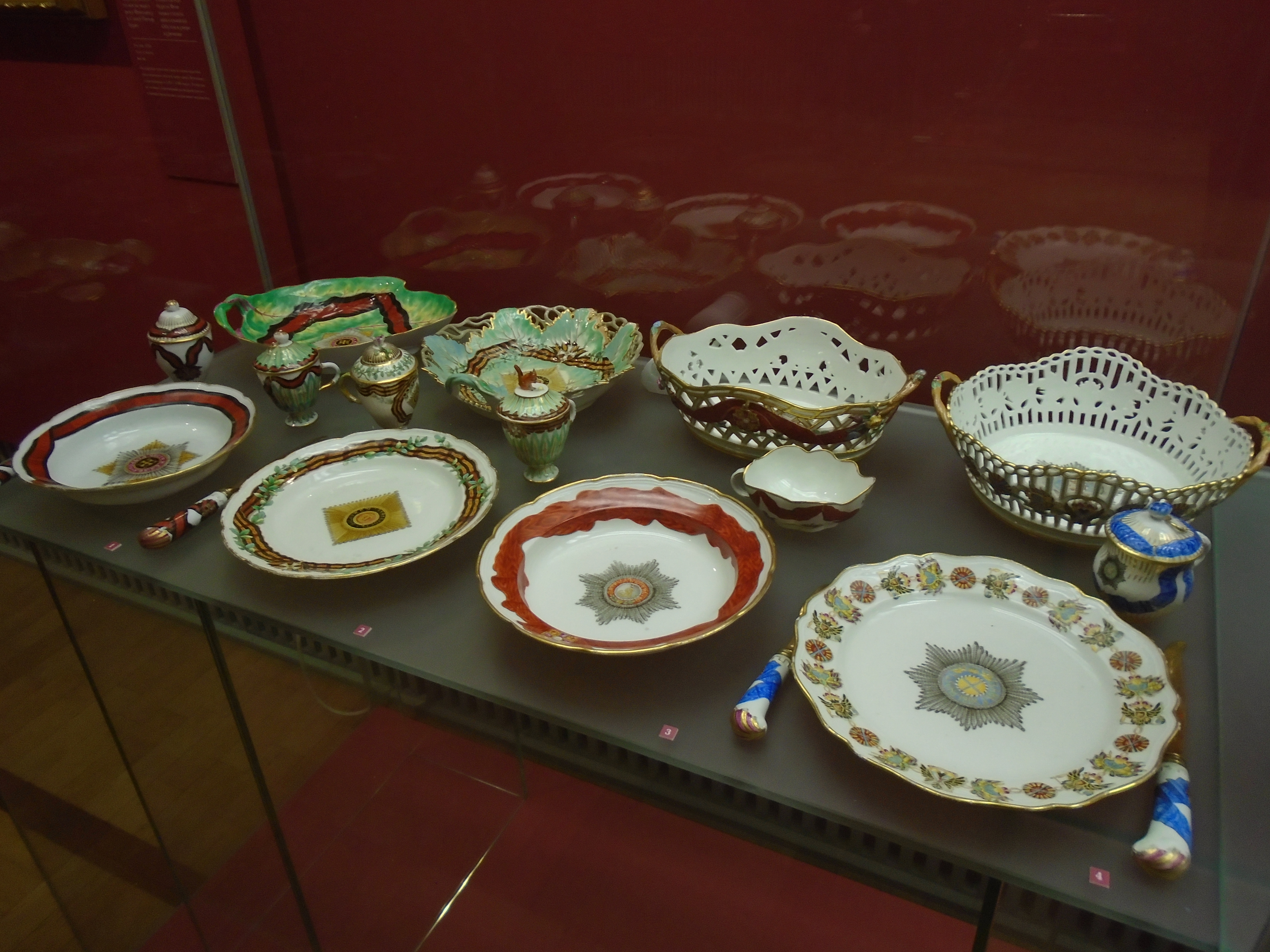
Ordensservice, Eremitage, St. Petersburg
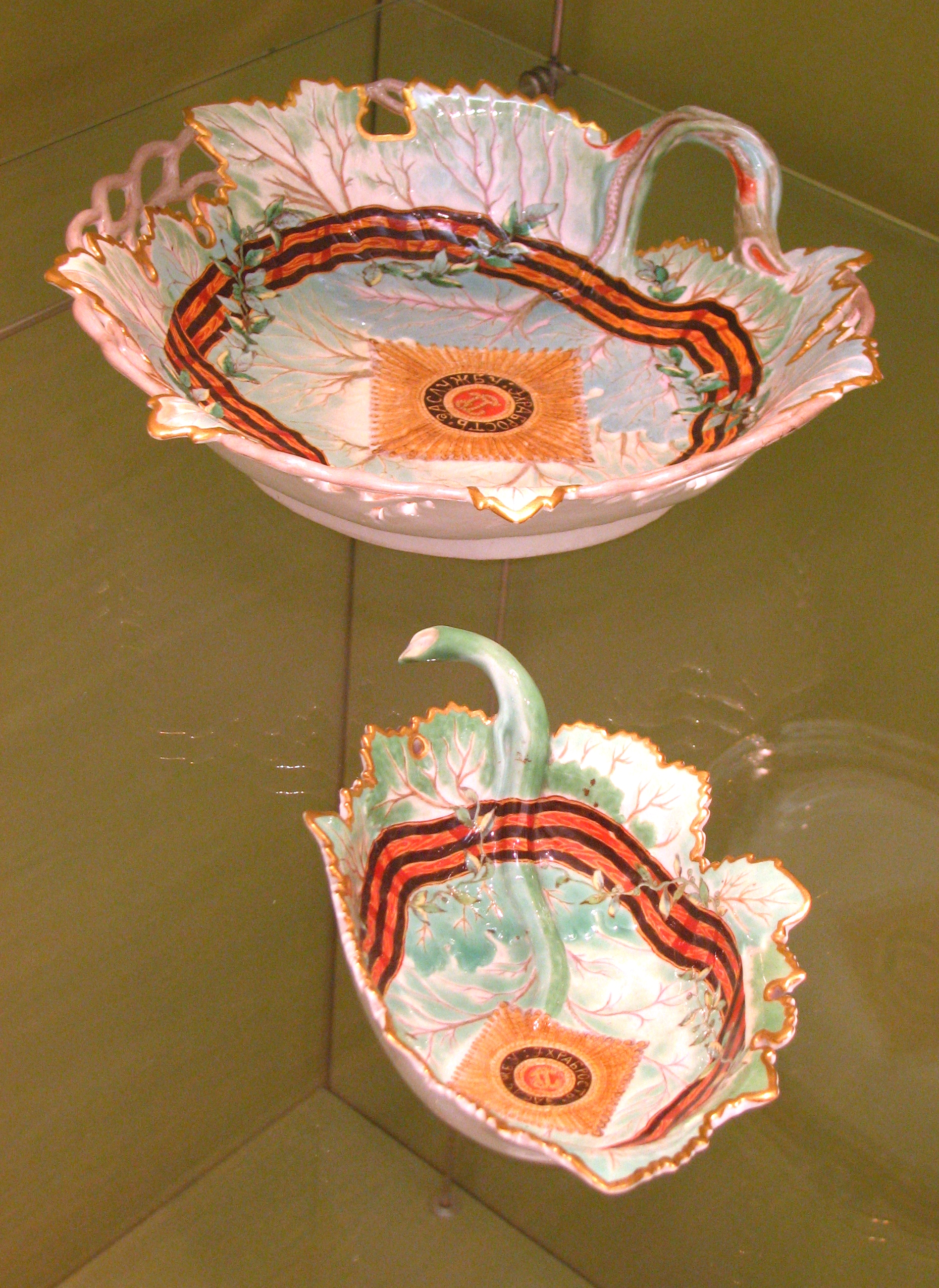
Georg-Orden-Service, Museum der Kaiserlichen Porzellanmanufaktur St. Petersburg
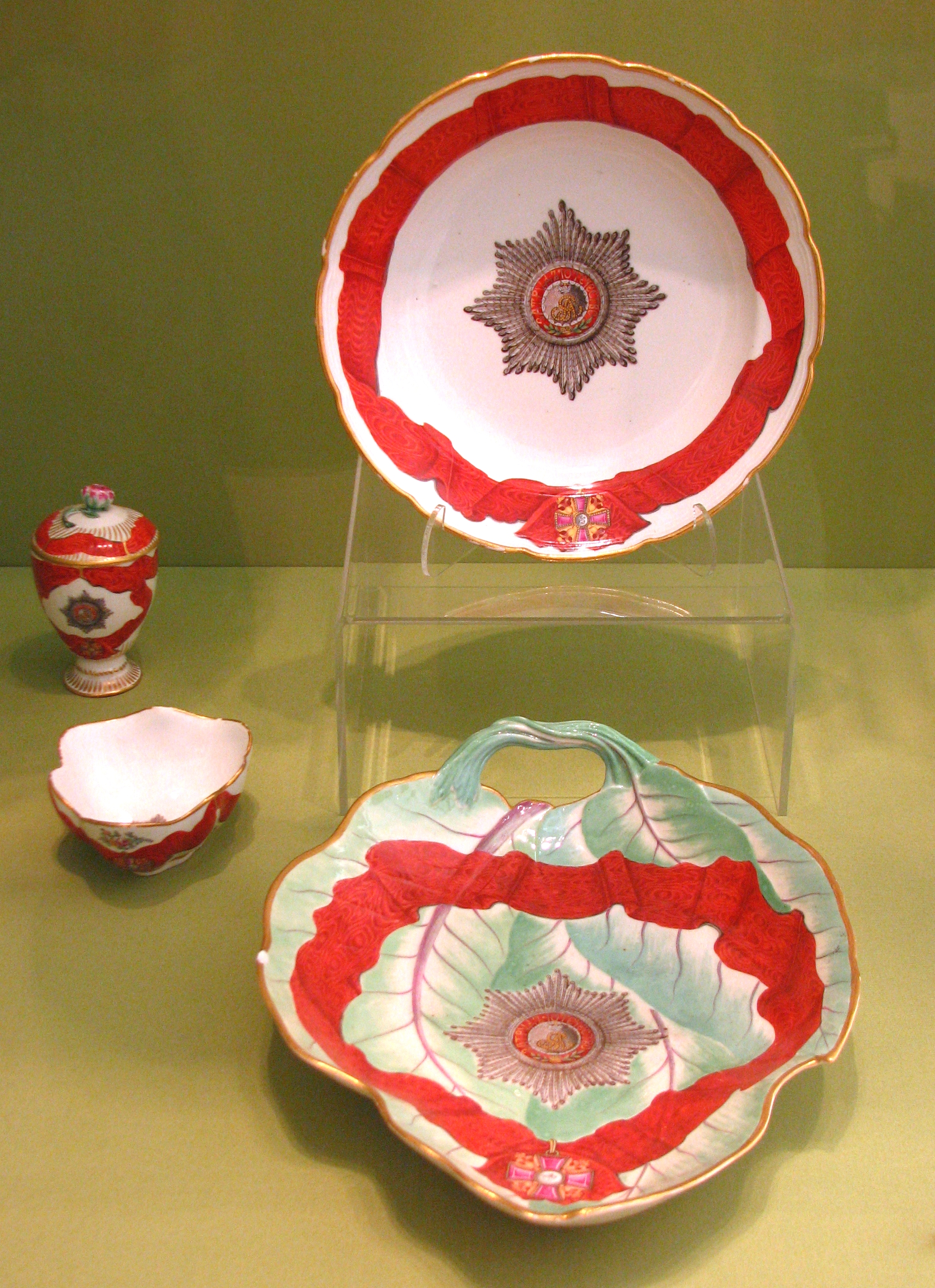
Alexander-Newski-Orden-Service, Museum der Kaiserlichen Porzellanmanufaktur St. Petersburg
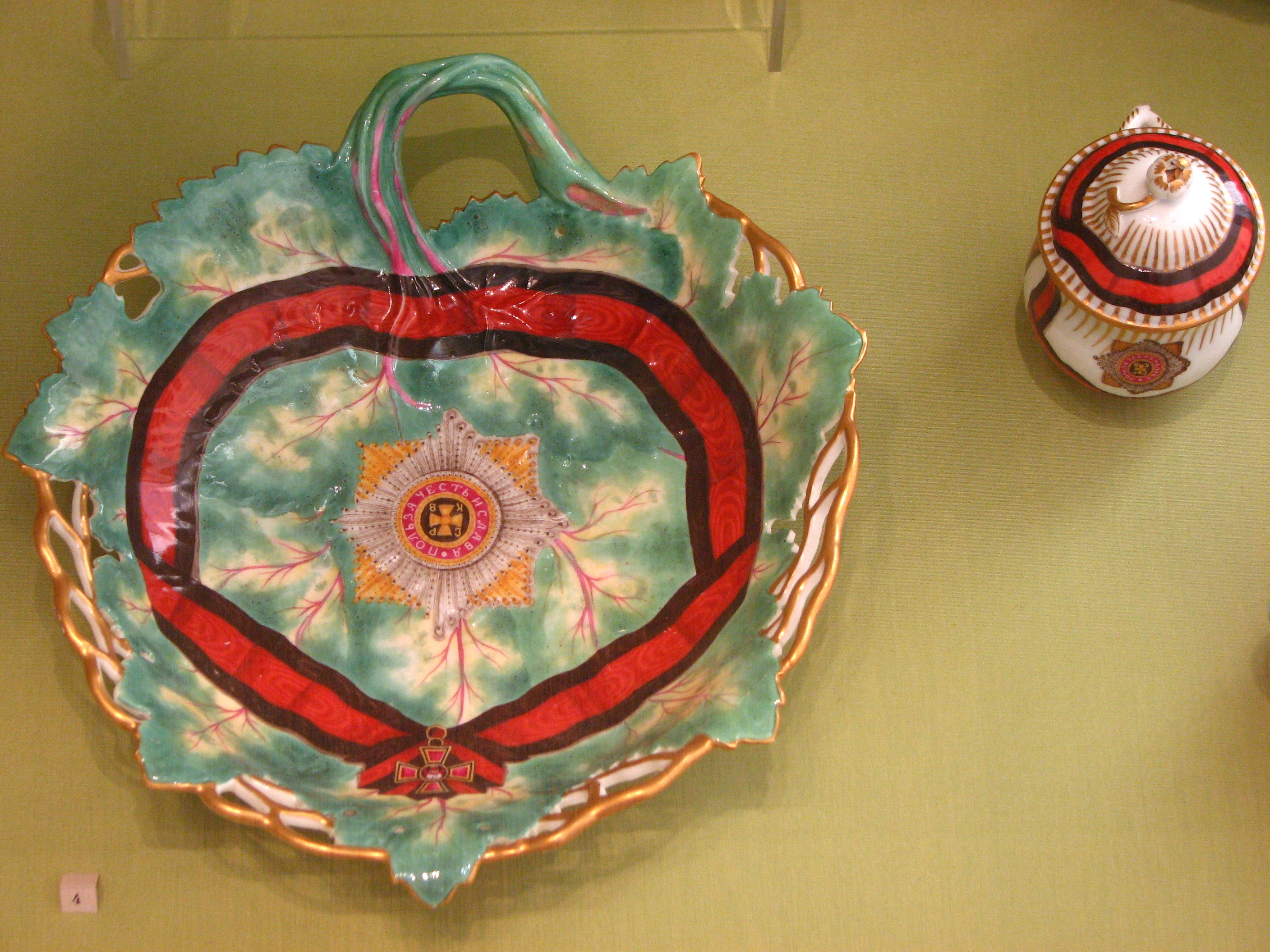
Wladimir-Orden-Service, Museum der Kaiserlichen Porzellanmanufaktur St. Petersburg
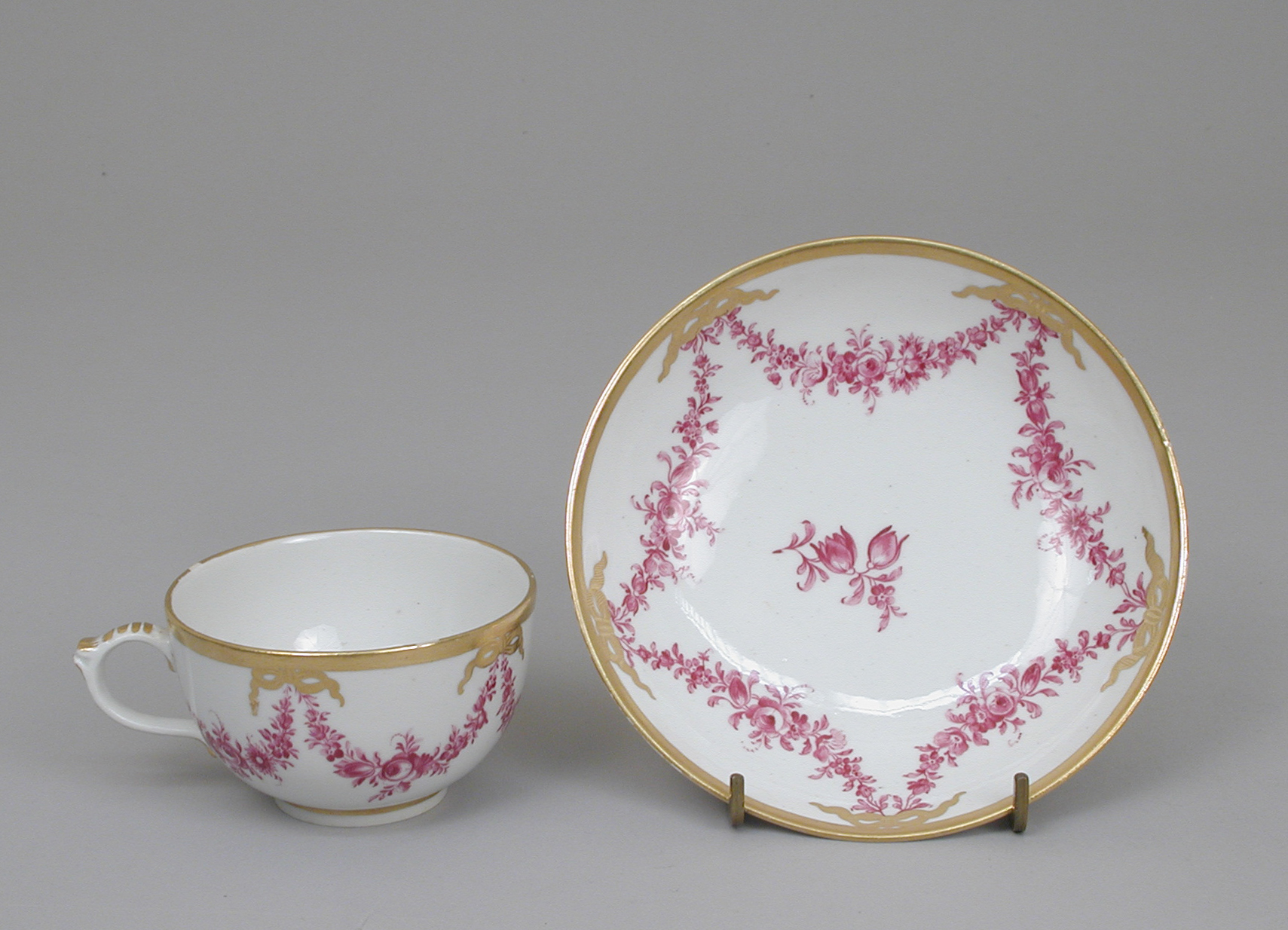
Tasse mit Untertasse (etwa 1780)
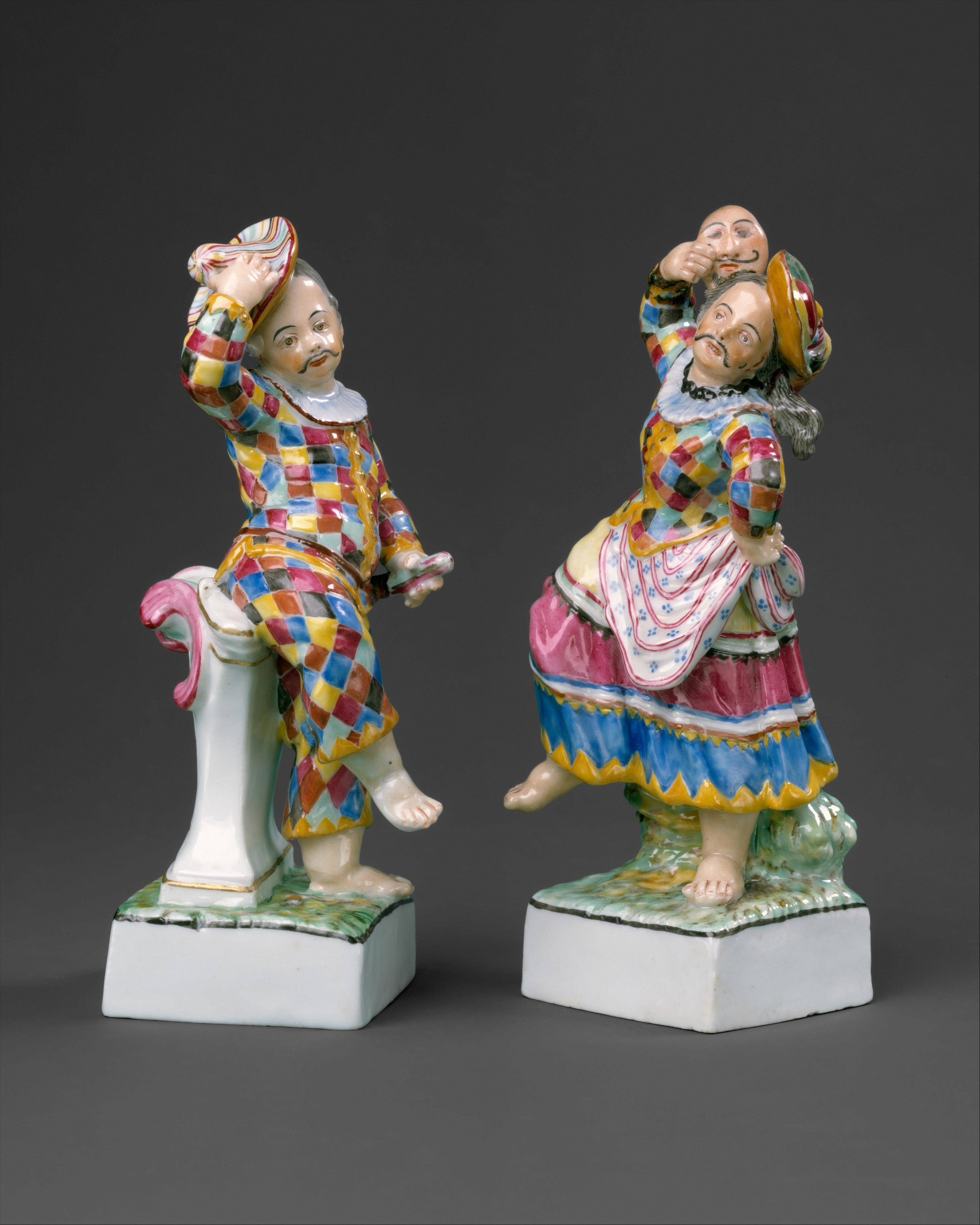
Harlekin und Colombina (1770er Jahre), Metropolitan Museum of Art